# Riverview (Queensland)
Riverview is een plaats in de Australische deelstaat Queensland. Deze plaats telt 3073 inwoners (2016). 